# Molly Maguires
Molly Maguires (org. The Molly Maguires) – amerykański dramat historyczny z 1970 roku w reż. Martina Ritta. Adaptacja powieści Arthura H. Lewisa pt. Lament for the Molly Maguires z 1964 roku.  

## Fabuła
Pensylwania lat 70. XIX wieku. W niedużej osadzie górniczej Eckley działa tajne stowarzyszenie sabotażowo-terrorystyczne pod nazwą Molly Maguires. Skupia ono górników irlandzkiego pochodzenia, które za pomocą zabójstw i aktów sabotażu stawia sobie sobie za cel poprawę ich ciężkiego bytu. W ich szeregi wkrada się jednak agent policji, który zdobywając ich zaufanie doprowadza do rozbicia organizacji.
Fabuła filmu inspirowana jest autentycznymi wydarzeniami. 

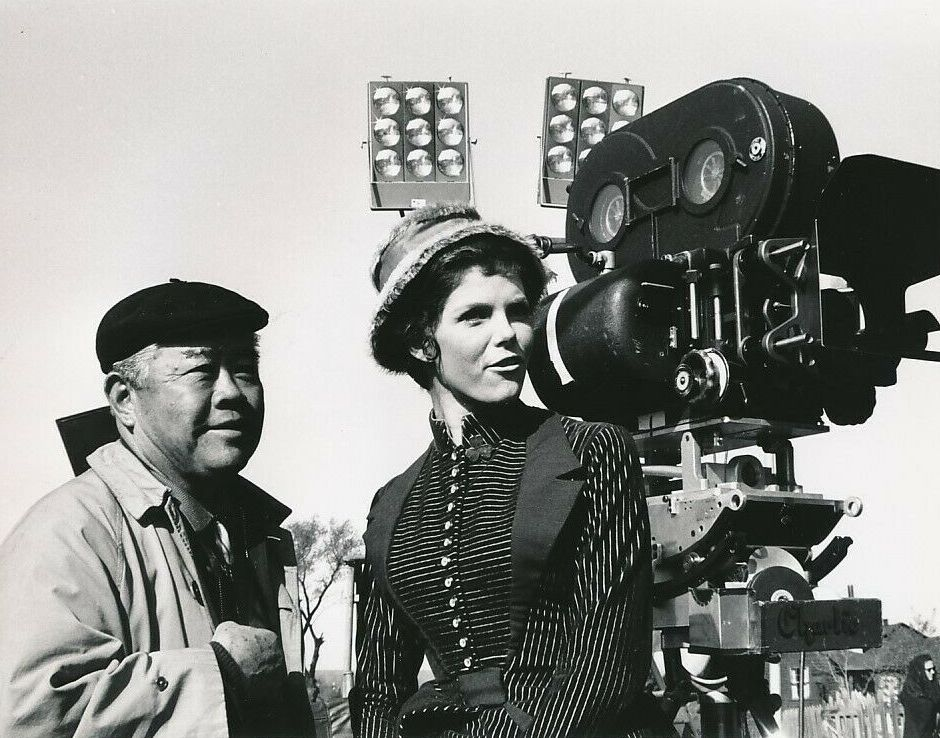
Zdjęcie z planu filmowego – operator James Wong Howe i Samantha Eggar

## Obsada
- Sean Connery – "Black Jack" Kehoe
- Richard Harris – dedektyw James McParlan/James McKenna
- Samantha Eggar – panna Mary Raines
- Frank Finlay – kapitan Davies
- Anthony Zerbe – Tom Dougherty
- Bethel Leslie – pani Kehoe
- Art Lund – Frazier
- Philip Bourneuf – ojciec O'Connor
- Anthony Costello – Frank McAndrew
- Brendan Dillon – Dan Raines
- John Alderson – Jenkins
- Frances Heflin – pani Frazier
- Malachy McCourt – Bartender

i in. 

## Odbiór
Film spotkał się z mieszanym przyjęciem krytyków. Sceptycznie opisywał go The New York Times, jednak chwalił Los Angeles Times.
Obraz był nominowany do nagrody Oscara w kategorii najlepsza scenografia. W rankingu popularnego, filmowego serwisu internetowego Rotten Tomatoes film posiada obecnie (2025) wysoką, 90-procentową, pozytywną ocenę "czerwonych pomidorów"
Po mimo gwiazdorskiej obsady (Connery, Harris), film nie spotkał się z uznaniem widzów i był finansową klapą. Jego dochód był kilkakrotnie niższy niż koszty produkcji. 
Film nie był wyświetlany w polskich kinach. 

## Plenery
Zdjęcia do filmu miały miejsce w autentycznych plenerach Pensylwanii, osad i miasteczek: Hazleton (gdzie na potrzeby filmu zbudowano dekoracje XIX-wiecznej osady górniczą, na bazie której utworzono później muzeum poświęcone górnictwu Pensylwanii – Eckley Miners’ Village), Jim Thorpe, Wilkes-Barre oraz w Bloomsburg, Llewelyn i Hollywood (studia filmowe wytwórni Paramount Pictures).